# Neptis confucius
Neptis confucius är en fjärilsart som beskrevs av Siuiti Murayama 1980. Neptis confucius ingår i släktet Neptis och familjen praktfjärilar. Inga underarter finns listade i Catalogue of Life.